# Списък на божества от шумеро-акадската митология
В списъка са включени различни богове, демони и герои, а също локации и абстрактни понятия от шумеро-акадската митология.

## Богове

### А
- Аба – божество покровител на град Акад; най-важният бог от пантеона на Акадското царство
- Аба (бог) – бог на растителността, създаден от богинята Нинхурсаг, съгласно мита „Енки и Нинхурсаг“
- Аба (богиня) – вавилонска богиня с неясни функции, вероятно с аморейски произход
- Абзу – въплъщение на световните води, „подземния пресноводен океан“, обител на Енки. В акадските текстове – Апсу; в „Енума Елиш“ персонифицирано божество
- Абу (митология) – виж Аба (бог)
- Агушайя – едно от въплъщенията на Ищар
- Адад, Аду – божество на бурите, вятъра, гърма, мълниите и дъжда. В шумерските текстове – Ишкур
- Адму – вероятно име на богиня, почитана в Мари
- Айя (богиня) – семитска богиня, съпруга на Шамаш
- 'Айя – виж Еа
- Азмиуа – богиня, жена на Нингишзида; вероятно въплъщение на Ниазимуа
- Аламмус, Аламмуш – божество, въплъщение на звездата Мекбуда (ζ Близнаци)
- Ала – съгласно един от космогоническите митове – група божества, кръвта на които след убийството им от великите богове е използвана за сътворение на хората
- Ама-архус – акадска богиня на плодородието, едно от въплъщенията на Богинята майка
- Аманки, Ама-ан-ки – един от епитетите за Еа
- Амасагнул – богиня, съпруга на Папсукал
- Амба – виж Аба
- Амуру (митология) – семитско божество, покровител на амореите
- Ангал – виж Ан
- Ану – бог на небето. В шумерските текстове – Ан
- Анунит(ум) – акадска богиня войн; често се отъждествява с Ищар
- Антум – богиня на небето, съпруга на Ану
- Ануна(ки) – група шумеро-акадски божества, вероятно старши богове
- Аншар
- Апладад – бог на валежите, лошото време, син на Адада
- Аруру – едно от въплъщенията на Богинята майка
- Асалухи – шумерски бог, по-късно слят с Мардук
- Асар(у)луду – виж Асалуххи
- Асарлух(х)и – виж Асалухи
- Асур – виж Ашур
- Ашимбаббар – виж Нана
- Ашнан – шумерска богиня на зърнените храни
- Ашур – древноасирийски бог, епоним на едноименния град, покровител на Древна Асирия

### Б
- Баба (митология), Бау – шумерска богиня, едно от въплъщенията на Богинята майка
- Баббар – виж Уту
- Бел – виж Бел
- Бел-накбу – един от епитетите на Еа
- Бел-пагре – един от епитетите на Даган, хтоническо въплъщение
- Бел-узну – един от епитетите на Еа
- Белет-или – едно от въплъщенията на Богинята майка
- Белет – епитет на върховна богиня, акад. „Госпожа“, форма за ж.р. от Бел; най-често този епитет е носила Ищар (виж Белет-Бабили, Белет-цери, Белет-екалим и т.н.)
- Белет-Бабили – Ищар Вавилонска; едно от въплъщенията на богинята Ищар
- Белет-раме – един от епитетите на Ишхара
- Белет-сери – вавилонска богиня на подземния свят, съпруга на Амуру. Отъждествява се с Гештинана
- Белет-хати – един от епитетите Белет-екалим, почитан в Мари
- Белет-екалим – вавилонска богиня, съпруга на бог Ураш
- Белили – едно от имената на богинята Гештинана
- Белит, Белит – виж Белет
- Белтум, Белтум – виж Белет
- Бирду – бог на подземния свят, отъждествява се с Нергал
- Бел – епитет на върховния бог, акад. „Господ“; в по-късно време е използвано името Мардук; женски вариант – Белет

### В, Г
- Вер (също Мер) – северомесопотамски бог на лошото време
- Гашанана – вариант на името на богинята Инана, на диалекта емесал
- Гештинана – шумерска богиня, сестра на Думуза, дъщеря на Нингишзида
- Гибил – шумерски бог на огъня; акадски вариант на името – Гира
- Гира – акадски бог огъня; шумерски вариант на името – Гибил
- Гугалана – шумерски бог, свързан с подземния свят
- Гугал – един от епитетите на Ишкура
- Гунуру – шумерска богиня, сестра на бог Даму
- Гула – вавилонска богиня на врачуването

### Д
- Даган – семитско божество на дъжда; в западносемитската митология – Дагон
- Дамгал – един от вариантите на богинята Дамкина
- Дамгалнуна – шумерска богиня, една от участниците в подреждането на света
- Дамкина – шумерска богиня, едно от въплъщенията на Богинята майка
- Даму – шумерски бог на лечението, син на Нинисина
- Дингирмах – едно от въплъщенията на Богинята майка
- Думузи – шумерски бог на умиращата и възкръсващата природа
- Думузиабзу – шумерска богиня на плодородието

### Е, З
- Еа, 'Айя – акадски бог, слял се с шумерския Енки
- Енбилулу – шумерско божество със селскостопански функции
- Ен – епитет на шумерски богове и съставна част от имената на (ср. Енки, Енлил и др.), шум. „Господин“, „Владика“; аналог на акадския епитет Бел; женски вариант – Нин
- Ензу – виж Нана
- Енки – шумерски бог на подземните води, плодородието, бог на мъдростта, творец; едно от най-важните божества на шумерския пантеон
- Енкимду – шумерски бог със селскостопански функции
- Енлил – най-важното божество в шумерския пантеон със сложни функции; бог на вятъра; акадски вариант на името – Елил
- Енмешара – хтоническо божество
- Енсаг – бог покровител на Дилмуна
- Елил – акадски вариант на името на бог Енлил
- Енмеш – божествен господар на природата, въплъщение на лятото, брат на Ентена; покровител на конюшните, краварниците и богатата реколта, основател на градовете
- Енуги – надзирател в епоса за Атрахасис
- Ентен – божествен господар на природата, въплъщение на зимата, брат на Енмеш; покровител на дивата природа
- Ерешкигал – шумерска богиня на подземния свят
- Ера – акадски бог воин, въплъщение на горещината, сушата и чумата
- Ешхара – друго име на богинята Ишхара
- Ештар – друго име на богинята Ищар
- Забаба – шумерски и акадски бог воин; покровител на град Киша
- Зарпанит – виж Царпанит
- Зуен – виж Нана

### И
- Игиги – група шумеро-акадски божества, вероятно младши богове; към тях изначално е принадлежал и Мардук
- Ил-Аба – виж Аба
- Инана – едно от най-важните божества в шумерския пантеон; богиня със сложни и неясни функции; рано е слята с Ищар
- Инин – едно от имената на шумерската богиня Инана
- Итур-Мер, Итурмер – вавилонски бог, вероятно въплъщение на бог Вер (Мер); покровител на град Мари; по друга версия – божествен пра-епоним на местна управляваща династия
- Ишкур – шумерски бог на бурята; по-късно слят с акадския Адад
- Ищар – вавилонска богиня, един от централните персонажи на шумеро-акадския пантеон; имаща сложни двойствени функции, предимно свързани с военни и еротични свойства
- Ищар Акадска – въплъщение на Ищар
- Ищар Арбелска – въплъщение на Ищар; отъждествявана със звездата Сириус
- Ищар Ашурска – въплъщение на Ищар; съпруга на Ашура, виж Белет-Бабили
- Ищар-какабу – виж Ищар Ниневийска
- Ищар Ниневийска – въплъщение на Ищар
- Ишум – вавилонски бог, отъждествяван с Хендурсангоа
- Ишхара – месопотамска богиня, въплъщение на съзвездието Скорпион

### К, Л, М
- Каку – вестник на богове, фигуриращи в поемата „Нергал и ерешкигал“
- Ки – древна шумерска богиня на Земята
- Кишар
- Кула – бог, свързан с процеса на приготвяне на кирпич
- Кур-гал – един от епитетите енлили
- Лахама, Лахаму – в смисъл Лахму
- Лахар – шумерска богиня покровителка на скотовъдството
- Лахму – обозначение на група шумеро-акадски божества, свързани със семантиката на водата; към тях се отнася и Енки
- Лугал-амару
- Магур – един от епитетите на Нана
- Мама, Мами – виж Мамма (митология)
- Мамиту – акадска богиня на клетвата
- Мамма – акадска богиня, свързана с идеите на майчинството
- Мардук – върховен бог от пантеона на Вавилония
- Марту – виж Амуру
- Месламта'еа – шумерски бог, по-късно отъждествяван с Нергал
- Мер – друг вариант на бог Вер
- Мумму – въплъщение на изначалните води на хаоса; едно от въплъщенията на Апсу

### Н
- Набиум – виж Набу
- Набу – вавилонски бог на писмеността
- Нази – шумерски бог, създаден от Нинхурсанг, съпруг на Умун-Дара
- Намму – шумерска богиня, олицетворение на Абзу
- Намтар – вестител на боговете, също бог пращащ епидемии
- Намшуб – виж Асарлухи
- Нана – шумерска богиня, свързана с плодородието
- Нанайя – шумерска богиня с двуполови черти и функции, близки до функциите на Инана
- Нанибгал – шумерска богиня, майка на Суд; едно от въплъщенията на богинята Нунбаршегуну
- Нана – шумерски бог на Луната
- Нанше – шумерска богиня, свързана със семантика на водата: реките и каналите
- Нергал, Неригал – вавилонски бог на подземното царство
- Нидаба – друго име на богинята Нисаба
- Никал – виж Нингал
- Нин – женски вариант на шумерския епитет за „Госпожа“, съставна част от имената на ред божества (Нинлил, Нигал, Нимах и др); аналог в акадския език виж Белет
- Ниназу – шумерски бог целител
- Нинана – един от вариантите на името Инана
- Нингал – шумерска богиня, съпруга на Нана
- Нингирин – шумерска богиня, свързана с практикуването на заклинания
- Нингирсу – шумерски бог воин, покровител на град Гирсу
- Нингишзида – шумерски бог на подземния свят
- Нинисина, Нин-Инсина – шумерска богиня на врачуването, покровителка на Исин
- Нинкаси – божество, изпълняващо желания
- Нинки – един от вариантите на богинята Ки
- Нинкируту – шумерска богиня, съпруга на Ниназу
- Нинкура – шумерска богиня, дъщеря на Енки и Нинму, една от участничките в изграждането на света
- Нинлил – шумерска богиня на въздуха и ражданията; съпруга на Енлил
- Нинмах – шумерска богиня, едно от въплъщенията на Богинята майка
- Нинмена – шумерска богиня, едно от въплъщенията на Богинята майка
- Нинмешара – един от епитетите на Инана
- Нинму – шумерска богиня, дъщеря на Енки и Нинсикил, една от участничките в изграждането на света
- Нини(н) – едно от имената на шумерската богиня Инана
- Нинсиана – шумерска богиня, персонификация на планетата Венера; сляла се с Ищар
- Нинсикила – бог покровител на Магана, създаден от Нинхурсаг
- Нинсикил – шумерска богиня, едно от въплъщенията Дамгалнуна
- Нинсун – шумерска богиня, свързана с пастирството
- Нинту(р) – шумерска богиня на родовете, едно от въплъщенията на Богинята майка
- Нинтуд, Нин-туд – шумерска богиня, една от участничките в изграждането на света
- Нинурта – шумерски бог на земеделието, воин, божествен герой
- Нинхурсанга, Нинхурсаг – шумерска богиня на Земята, едно от въплъщенията на Богинята майка
- Ниншубур – шумерско божество вестител; проявява двата пола
- Нисаба – шумерска богиня на възхода, покровителка на книжовното изкуство
- Нудиммуд
- Нумушда – бог покровител на град Казалу
- Нунбаршегуну – шумерска богиня, майка на Нинлил
- Нунгал – шумерска хтоническа богиня
- Нугиг – един от епитетите на богинята Инана
- Нуска, Нуску – бог на света и огъня

### П, С, Т
- Пабилсаг – шумерски бог воин, олицетворение на съзвездие Стрелец; отъждествява се с Нинурта
- Папсукал – вестктвл на богове; отъждествява се с Ниншубур
- Пасага – един от вариантите на бог Хендурсанги
- Писангунук – бог покровител на Кулаба: части от Урук и едноименния квартал на Вавилон
- Сабитум – един от вариантите на богинята Сидуру
- Сарпанитум – виб Царпанит
- Сидуру – вавилонска богиня с неясни функции
- Син – вавилонски бог на Луната; в шумерски текстове – Нана(р)
- Суд – шумерска богиня, героиня от поемата „Енлил и Суда“; въплъщение на Нинлил
- Шумукан – виж Шакан
- Суен – виж Син
- Таммуз – виж Думузи
- Ташметум – вавилонска богиня, съпруга на Набу, олицетворение на съзвездие Козирог
- Тишпак – бог воин

### У, Х, Ц, Ш
- Уд – виж Уту
- Улмашитум – друго име на богинята Анунит
- Умун-Дара
- Ураш – божество покровител на Дилбата; в едни текстове – въплъщение на богинята Ки, съпруг на Ана; в други – персонаж от мъжки пол, прототип на Нинурта, впоследствие отъждествяван с него, съпруг на Белет-екалим
- Урсаг – един от епитетите на богинята Инана
- Усунзиана – един от епитетите на богинята Инана
- Уту – шумерски бог на Слънцето
- Уту – шумерска богиня на вегетацията
- Ушумгалана – един от вариантите на Думузи
- Хаййашум – бог, персонаж в поемата „Хараб или Теогония Дуну“
- Хайя – виж Еа
- Хараб – божествено олицетворение на плуга; персонаж от поемата „Хараб или Теогония Дуну“
- Харханум – бог, персонаж в поемата „Хараб или Теогония Дуну“
- Хендурсанга – шумерски бог с неясни функции
- Царпанит(ум) – вавилонска богиня, съпруга на Мардук
- Циртур – майка на Думузи
- Шак(к)ан – шумерски бог, покровител на едрия рогат добитък
- Шалту – едно от въплъщенията на Ищар
- Шамаш (митология) – вавилонски бог на Слънцето, тъждествен на шумерския Уту
- Шара – шумерски бог, покровител на град Ума
- Шарат-Апсу – един от епитетите на Дамкина
- Шукалетуда – действащо лице от мита „Инана и Шукалетуда“
- Шулпа'е – шумерски бог на дивата природа
- Шумукан – виж Шакан

## Демони, духове, низши божества
- Алад – низше божество или дух охранител; виж Ламасу
- Асаг, Асаку, Ашаку – демон, изпращащ болести
- Гала – демон, страж на входа в подземния свят
- Лама, Ламма – виж Ламасу
- Ламасу – низше божество или демон с охранителни функции
- Ламашту – вавилонски демон от женски пол, предизвикващ смърт при децата
- Нару – във вавилонски текстове обожествявяне с речните води
- Сибиту – група вавилонски демони, както зли, така и добри
- Умуг – низше божество или демон с охранителни функции
- Шеду – низше божество или демон с охранителни функции
- Етимму – духове, ненамиращи покой; души на умрели, непогребени по подходящ начин

## Митични същества
- Анзу(д) – митична птица, същество, изобразявано като орел с лъвска глава
- Зу – см. Анзу
- Имдугуд – см. Анзу
- Кингу – хтоническо чудовище, пораждащо Тиамат, съгласно „Енума Елиш“
- Лаббу – чудовище с лъвски и змийски черти, създадено от Енлил за изтребване на хората и убито от Тишпак
- Мушхуш(шу) – дракон на Мардук
- Нети – охранител на входа на двореца Ганзир
- Оан – културен герой, полуриба-получовек, представен в труда на Берос; очевидно въплъщение на Адапа
- Сагбуру – хищно същество, което напада добитък; се появява в поемата „Енмеркар и Енсухкедана“
- Тиамат – хтоническо същество, олицетворение на силите на хаоса
- Умал, Умул – митическо същество с облик на новородено дете, свързано с темата за сътворението на човека; персонаж в мита „Енки и Нинмах“
- Хувава, Хумбаба – чудовище или великан, противник на Гилгамеш и Енкида

## Герои
- Ага – последният цар на I династия Киша, действащо лице в поемата „Гилгамеш и Ага“
- Адапа – един от Седемте мъдреци, герой от едноименния мит
- Атрахасис – Герой на Епоса за Атрахасис, мъдрец и културен герой, един от първите хора
- Билулу – персонаж на поемата „Инана и Билулу“
- Билгамес – шумерски вариант на името „Гилгамеш“
- Гилгамеш – шумерски владетел от ранните династии; главен герой на акадския епос Епос за Гилгамеш
- Гиргире – персонаж на поемата „Инана и Билулу“, син на Билулу
- Зиусудра – Героят, оцелял на потопа и е получил безсмъртие; Може би прототипът на библейския Ной
- Лугалбанда – шумерски владетел
- Седемте мъдреци
- Уршанаби – превозвач на реката на мъртвите в епоса „За всичко видяно“
- Утнапищим – акадски вариант на името на героя Зиусудра
- Енкиду – архитипичен герой, съратник на Гилгамеш
- Енмеркар – шумерски владетел от ранните династии, с времето превърнал се в епически герой
- Енсухкешдана – владетел на Арата, съперник на Енмеркара
- Етана – митически владетел на Киша, летящ на небето, за да получи тревата на раждането

## Други
- Абзу – въплъщение на световните води, „подземен пресноводен океан“, обитател на Енки. В акадските текстове – Апсу; в „Енума елиш“ персонифицирано божество
- Арали – пустинна степ между градовете Бад-Тибира и Урук, където Думузи е пасял овце; също – епитет на подземния свят
- Арата – страна от шумерските легенди, разположена зад седем искрящи планини
- Ганзир – дворец на подземния свят, местообитание на хтонически божества
- Дилмун – остров на блаженните в шумерската митология
- Ме – божествени закони, предписания, идеи за света
- Потоп – глобално наводнение в шумеро-акадската митология; лежи в основата или допълва библейския мит
- Свещен брак – важен ритуал в месопотамската традиции, моделиращ брака на царя или върховния жрец с божество
- Ебех, Ебих – страна или гора, фигурираща в ред шумеро-акадски поеми